# Michał Brzeziński
Michał Brzeziński – polski politolog i prawnik, doktor habilitowany nauk społecznych, adiunkt na Wydziale Nauk Politycznych i Studiów Międzynarodowych Uniwersytetu Warszawskiego. 

## Kariera naukowa
W 2000 r. ukończył studia magisterskie na kierunku nauki polityczne w Instytucie Nauk Politycznych UW, zaś trzy lata później uzyskał magisterium z prawa na Wydziale Prawa i Administracji UW. W dniu 23 listopada 2005 r. uzyskał na ówczesnym Wydziale Dziennikarstwa i Nauk Politycznych UW stopień doktora nauk humanistycznych w zakresie nauk o polityce na podstawie pracy Stany nadzwyczajne w polskim konstytucjonalizmie XX wieku, której promotorem był Tadeusz Mołdawa. W dniu 20 stycznia 2020 r. na tym samym wydziale, noszącym już wówczas nazwę Wydziału Nauk Politycznych i Studiów Międzynarodowych UW, uzyskał stopień doktora habilitowanego nauk społecznych w dyscyplinie nauk o bezpieczeństwie na podstawie dorobku naukowego i pracy Bezpieczeństwo jako wartość konstytucyjna.
Należał do kadry naukowo-dydaktycznej Instytutu Nauk Politycznych UW, a po jego rozwiązaniu w ramach reorganizacji wydziału z 2019 r. został pracownikiem Katedry Bezpieczeństwa Wewnętrznego. W latach 2008–2015 był kierownikiem studiów zaocznych na kierunku bezpieczeństwo wewnętrzne. Jest ekspertem Ośrodka Analiz Politologicznych UW. 